# Amy Sow
Pour les articles homonymes, voir Sow.
Amy Sow (ou Ami Sow), née en 1977 à Nouakchott, est une peintre mauritanienne qui a acquis une notoriété au-delà des frontières de son pays. Ses œuvres sont souvent consacrées à la condition féminine.

## Biographie
Amy Sow est née en 1977 à Nouakchott, au sein d'une famille peule, d'un père qui travaille aux douanes et est aussi musicien, et d'une mère couturière.
Elle commence sa carrière de peintre en 1999. En 2004, elle expose ses œuvres pour la première fois au Musée national de Nouakchott.
Elle expose ensuite ses œuvres dans plusieurs lieux de Mauritanie, et au-delà des frontières de la Mauritanie, notamment en Algérie, au Maroc, États-Unis, en Espagne et en 2010 à Dakar lors du troisième Festival mondial des arts nègres. Sa participation comme costumière plasticienne au film Timbuktu, de son compatriote Abderrahmane Sissako, projeté au festival de Cannes 2014, a également renforcé sa notoriété. Une de ses œuvres a aussi été exposée au palais de Chaillot à Paris, durant la COP 21, en 2015. Une autre est incluse, aux côtés de celles de 53 artistes africains, dans une exposition itinérante financée par le fonds African Artists for Development. Les toiles d’Amy Sow sont souvent consacrées à la vie de la femme africaine et notamment peule, et aux violences qu'elles endurent. Elle est aussi vice-présidente de M-Art, un collectif de jeunes plasticiens mauritaniens. En 2017, elle crée une galerie à Nouakchott, Art Gallé (viens à la maison en langue peule), construite avec des planches et des matériaux de récupération,,. Le 2 juillet 2018, cette galerie, Art Gallé, ignorée des autorités de Mauritanie, est retenue dans le programme d'une visite officielle du président français, Emmanuel Macron, à Nouakchott. « Le quartier était en état de siège, avec des militaires partout », raconte-t-elle, en rigolant. Mais le président n’est pas venu, faute de temps. La rencontre s'est faite finalement un peu plus tard, dans une réception à l'ambassade de France,.
Elle figure également dans un classement des 100 Africains de l'année 2018 par la revue New African, le magazine de l’Afrique.